# 列佩利區
列佩利區（羅馬化：Lepel'skiy rayon）是白俄羅斯北部维捷布斯克州的一個區，行政中心为列佩利，面積1,822.22平方公里，2009年人口35,367，人口密度每平方公里19.41人。